# Крёйзе, Хидде
Ян Хидде Крёйзе (нидерл. Jan Hidde Kruize, 30 сентября 1961, Гаага, Нидерланды) — нидерландский хоккеист (хоккей на траве), нападающий. Бронзовый призёр летних Олимпийских игр 1988 года, участник летних Олимпийских игр 1984 года, чемпион Европы 1983 года.

## Биография
Хидде Крёйзе родился 30 сентября 1961 года в нидерландском городе Гаага.
Играл в хоккей на траве за «Клейн Звитсерланд» из Гааги.
10 декабря 1982 года дебютировал в сборной Нидерландов, сыграв в матче турнира семи сборных в Мельбурне с хоккеистами Малайзии (5:1).
В 1983 году завоевал золотую медаль чемпионата Европы в Амстелвене.
В 1984 году вошёл в состав сборной Нидерландов по хоккею на траве на летних Олимпийских играх в Лос-Анджелесе, занявшей 6-е место. Играл в поле, провёл 7 матчей, забил 2 мяча (по одному в ворота сборных Новой Зеландии и Пакистана).
В 1988 году вошёл в состав сборной Нидерландов по хоккею на траве на летних Олимпийских играх в Сеуле и завоевал бронзовую медаль. Играл в поле, провёл 7 матчей, мячей не забивал.
В 1982—1990 годах провёл за сборную Нидерландов 95 матчей, забил 31 мяч.

## Семья
Хидде Крёйзе — член хоккейной династии. Отец Рупи Крёйзе (1925—1992) выступал за сборную Нидерландов по хоккею на траве, в 1948 году завоевал бронзу на летних Олимпийских играх в Лондоне, в 1952 году — серебро на летних Олимпийских играх в Хельсинки. Впоследствии был главным тренером сборной.
Братья Тис Крёйзе (род. 1952) и Ханс Крёйзе (род. 1954) выступали за сборную Нидерландов. Тис участвовал в летних Олимпийских играх 1972 и 1984 годов, Ханс — 1976 и 1984 годов.
Сестра Элске Дейкстра-Крёйзе (1956—2008) также играла за женскую сборную Нидерландов, но в 19 лет была вынуждена завершить карьеру после пересадки почки. Впоследствии работала стоматологом.
Дядя Геррит Крёйзе (1923—2009) эмигрировал в США и в 1956 году играл за американскую сборную на летних Олимпийских играх в Мельбурне. Тётя Ханса Крёйзе, сестра Рупи и Геррита, также выступала за сборную страны.